# Brzeszcze

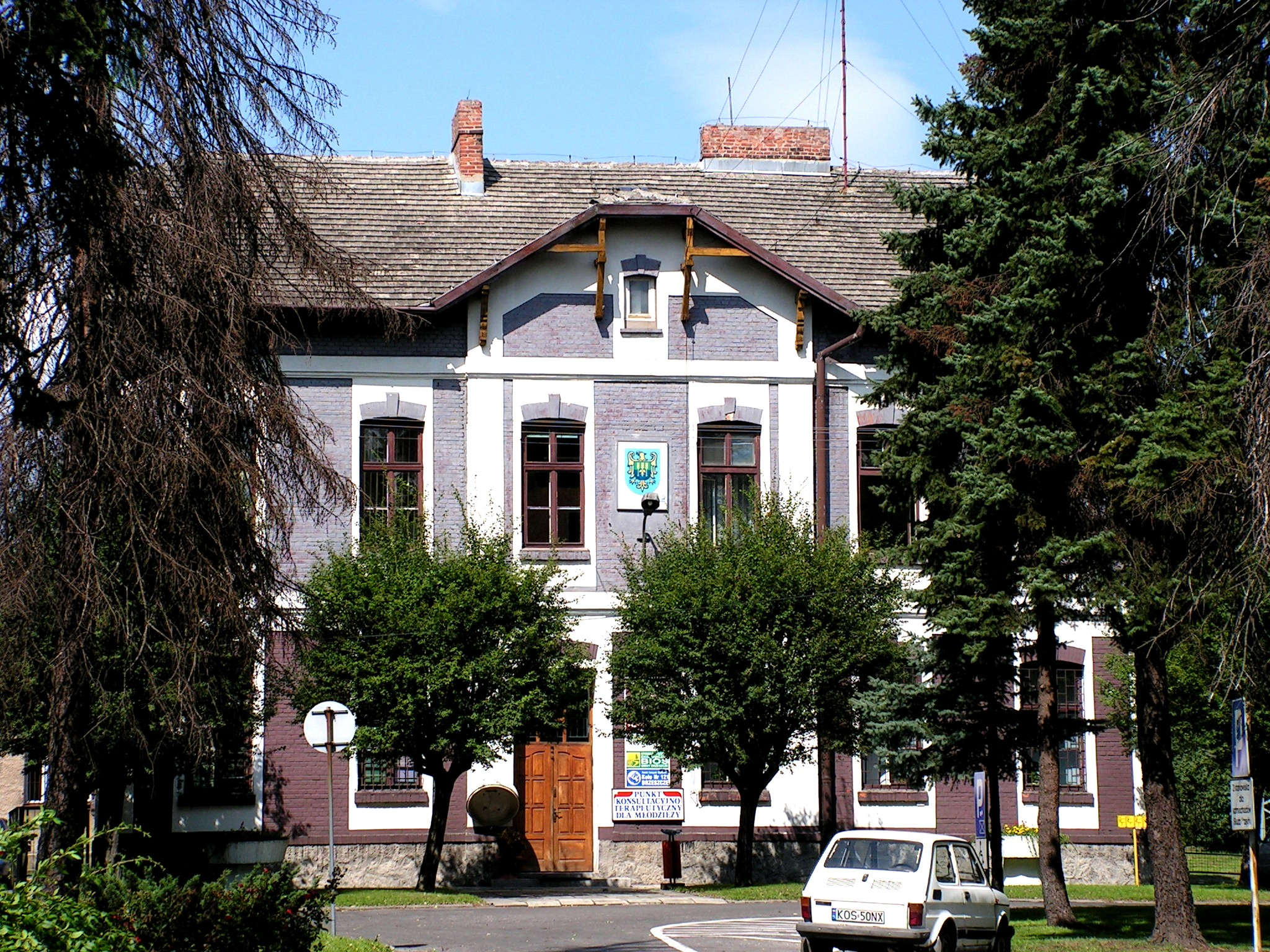
Ayuntamiento de Brzeszcze

Brzeszcze es un pueblo en el condado de Oświęcim,  Voivodato de Pequeña Polonia en el sur de Polonia, cerca de Oświęcim.
Fue fundado en el siglo XV y llegó a ser propiedad de muchos aristócratas polacos, como Dominik Gherri, el médico del rey Estanislao II Poniatowski. Los habitantes solían dedicarse a la pesca y a la agricultura. El pueblo creció gracias a las minas de  carbón de antracita, a principios del siglo XIX. Durante la Segunda Guerra Mundial, fue un baluarte de la resistencia polaca antinazi, ayudando a los prisioneros del campo de concentración de Auschwitz. En 2006, Brzeszcze contaba con 12000 habitantes.

## Personalidades originarias de Brzeszcze
- Arkadiusz Skrzypaszek, ganador de dos medallas de oro en los Juegos Olímpicos.
- Wlodzimierz Lubanski,  futbolista.
- Beata Szydło, dirigente política.
- Kazimierz Bielenin, famoso arqueólogo.

## Economía
La economía del pueblo está centrada en la mina de antracita "Brzeszcze-Silesia", la cual es el mayor empleador en la región, y uno de los más grandes de todo el Voivodato.

## Deportes
- Górnik Brzeszcze - El club fue fundado en 1922 por refugiados polacos provenientes de la República Checa. Su principal patrocinador fue la mina "Brzeszcze".

- Datos: Q916514
- Multimedia: Brzeszcze / Q916514

1. ↑  Worldpostalcodes.org,código postal n.º 32-620.